# Rincq
Rincq is een gehucht in de Franse gemeente Aire-sur-la-Lys in het departement Pas-de-Calais. Het ligt in het westen van de gemeente, zo'n drie kilometer ten noordwesten van het stadscentrum van Aire-sur-la-Lys en tegen de grens met buurgemeente Roquetoire. Net ten zuiden van Rincq stroomt de Leie.

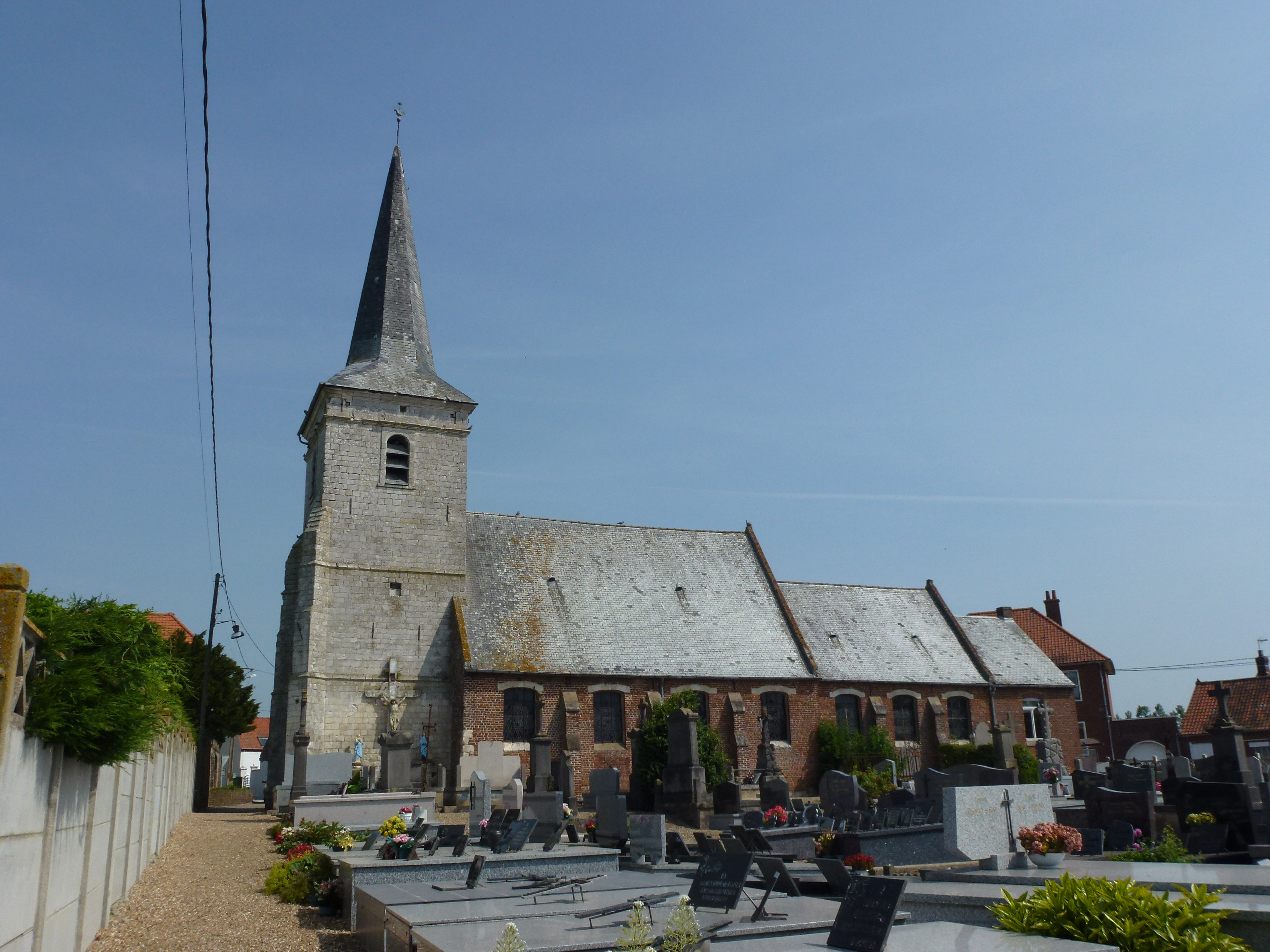
Église Saint-Omer

## Geschiedenis
Een oude vermelding van de plaats gaat terug tot de 12de eeuw als Rinch. Reeds in de middeleeuwen was sprake van een kerk in Rincq. De parochie hing, in tegenstelling tot andere plaatsen bij Aire-sur-la-Lys, niet af van het kapittel van de Église Saint-Pierre van Aire-sur-la-Lys, maar van de Sint-Augustinusabdij bij Terwaan. De kerk van Glomenghem was een hulpkerk van de parochie van Rincq. Ook het gehucht Warnes (nu in Roquetoire) hing af van de parochie.
Op het eind van het ancien régime werd Rincq ondergebracht in de gemeente Aire-sur-la-Lys. De kerk werd in 1792 verkocht als nationaal goed en gebruikt voor bouwmaterialen. In 1803 werd Rincq toch weer een parochie en de kerk werd de volgende jaren herbouwd.
In 1857 dienden de inwoners van Rincq en Glomenghem een verzoek in bij de burgemeester van Aire-sur-la-Lys voor de afsplitsing in een zelfstandige gemeente. De gemeenteraad stemde in met het voorstel, maar de onderprefect in Sint-Omaars weigerde de administratieve procedure te starten.

## Bezienswaardigheden
- De Église Saint-Omer. Verschillende kunstwerken in de kerk werden geklasseerd als monument historique. In 1935 werd een 16de eeuw een hoogreliëf van het visioen van Sint-Hubertus geklasseerd. In 1955 klasseerde men nog: een 15de-eeuws beeld van een heilige zittende en zegenende bisschop, een 16de-eeuws beeld van de heilige Catharina van Alexandrië, een 15de-eeuws beeld van Sint-Barbara, een 18de-eeuws beeld van Sint-Stefanus en een eiken beeldengroep van Sint-Anna, de Heilige Maagd en het Kind Jezus uit het begin van de 16de eeuw.

Aire-sur-la-Lys · Garlinghem · Glomenghem · Grand Neufpré · Houleron · La Jumelle · La Lacque · Lenglet · Mississippi · Moulin le Comte · Pecqueur · Petit Neufpré · Rincq · Saint-Martin · Saint-Quentin · Widdebrouck

Lijst van Franse gemeenten · Arrondissement Sint-Omaars · Pas-de-Calais · Hauts-de-France